# 賀伯·潘奈克
赫伯特·傑佛瑞斯·潘奈克（英語：Herbert Jefferis Pennock，1894年2月10日—1948年1月30日），為美國職棒大聯盟的投手，生涯23年效力過運動家、紅襪及洋基。
1912年，運動家總教練康尼·馬克簽下潘奈克。1915年季中他被交易至紅襪。1922年被交易至洋基，在洋基拿下4座冠軍。
潘奈克被譽為當時最強的左投，馬克後來也覺得當時把他交易至紅襪是錯誤的決定。1948年，潘奈克死於腦溢血，同年他入選名人堂。

## 職業生涯

### 費城運動家
1912年5月14日，年僅18歲的潘奈克於大聯盟初登板，主投4局僅被擊出一支安打無失分。他為當時最年輕的美聯選手。
1913年，潘奈克因為生病而幾乎缺席整個球季，不過最後有參與世界大賽。1914年，潘奈克11勝4敗，防禦率2.79。在世界大賽還投了3局無失分，但是運動家最後遭到勇士直落四橫掃。1915年，陣中王牌投手Chief Bender轉隊至聯邦聯盟球隊打球，潘奈克因此成為開幕戰先發。在開幕戰先發面對紅襪，潘奈克投出了一安打完封勝。不過季中球隊以積極度不夠為由，將潘奈克交易至紅襪。

### 波士頓紅襪
由於紅襪先發陣容實力強大，因此潘奈克先被下放到國際聯盟。1916年，潘奈克在國際聯盟投出1.67的防禦率，拿下聯盟冠軍。該年紅襪也蟬連世界大賽冠軍，不過這2年潘奈克都未在世界大賽登板。
1918年，潘奈克入美軍服役。1919年回歸球場，投出16勝8敗，防禦率2.71。1922年，潘奈克僅10勝17敗，7次暴投是美聯最多。該季結束後，紅襪用潘奈克向洋基換來3名選手。

### 紐約洋基
在洋基的第一年，潘奈克就投出19勝6敗。在該年世界大賽第2戰，潘奈克面對巨人獲得勝投，中止巨人世界大賽的8連勝。第4戰拿下救援成功，第6戰拿下第2勝，助洋基擊敗巨人，拿下世界大賽首冠。潘奈克的好表現連當時的主審Billy Evans都讚譽有加。
1924年，潘奈克投出21勝9敗，防禦率2.83，101次三振是生涯新高。在聖投方面僅次於參議員隊的華特·強森。1925年，潘奈克投了277局，1.220WHIP皆是聯盟第一。1926年，他拿下生涯新高23勝，不過印地安人的George Uhle拿下27勝奪下勝投王。該年世界大賽，他在首戰與第5戰皆拿下勝投。第7戰接替投後面3局無失分，不過洋基以2比3惜敗於紅雀。
1927年，潘奈克拿下19勝8敗，洋基以單季110勝44敗進入世界大賽。他於第3戰登板，前七局投出無安打。最後洋基以4連勝橫掃海盜。1928年，潘奈克拿下17勝6敗，卻因為手臂過於操勞而缺席該年的世界大賽。不過洋基投手群靠著喬治·皮普葛拉斯、韋特·霍伊特及湯姆·薩克里的好表現以4連勝橫掃紅雀。
1929年，潘奈克僅9勝11敗，防禦率高達4.92。該年他拿下生涯200勝，成為史上第3位達成此成就的左投。1932年世界大賽，潘奈克轉為牛棚，拿下2次救援成功，洋基最後橫掃小熊。
1933年，潘奈克轉為救援投手，拿下7勝4敗。球季結束後，潘奈克遭到釋出。

### 重回波士頓
艾迪·柯林斯，潘奈克在運動家的前隊友，同時也是紅襪的總教練，簽下了潘奈克。他在波士頓拿下2勝，防禦率3.05。球季結束後退休。
他生涯總計240勝162敗，防禦率3.60。生涯在世界大賽出場是5勝0敗，3次救援成功。

## 晚年
1943年，潘奈克成為費城人的總經理。另外潘奈克很反對黑人進入大聯盟。1947年，傑基·羅賓森成為首位加入大聯盟的黑人球員，潘奈克甚至威脅當時道奇總經理Branch Rickey，如果讓羅賓森上場，他就取消和道奇隊的比賽。
1948年，53歲的潘奈克被發現倒臥在飯店走廊，原因是腦溢血，最後送醫搶救宣告不治。

## 外部連結
- 球員資訊和成績在MLB，ESPN，Retrosheet ，Baseball Reference ，Baseball Reference (Minors) ，Fangraphs ，The Baseball Cube （英文）